# Kabblekesläktet
Kabblekesläktet (Caltha) är ett släkte i familjen ranunkelväxter. Det finns cirka 10 arter spridda över nästan hela världen. De förekommer alla i våtmarker. I Sverige förekommer arten kabbeleka (C. palustris) naturligt och några andra arter odlas som trädgårdsväxter.